# 箭頭牧場 (亞利桑那州)
箭頭牧場（英語：Arrowhead Ranch）是位於美國亞利桑那州馬里科帕縣的一個非建制地區。該地的面積和人口皆未知。

## 地理
箭頭牧場的座標為33°40′06″N 112°11′33″W / 33.66833°N 112.19250°W，而該地的平均海拔高度為390米（即1270英尺）。